# David Bright (trener)
David Bright (ur. 13 czerwca 1956, zm. 25 stycznia 2021) – botswański trener piłkarski.

## Kariera trenerska
5 lutego 1992 został mianowany na stanowisko głównego trenera klubu Mogoditshane Fighters, który prowadził przez 13 lat. Na początku 1999 i w 2000 również trenował narodową reprezentację Botswany. W 2006 ponownie tymczasowo trenował reprezentację Botswany. Od 2007 do 2009 pracował z południowoafrykańskim Santos FC. W lipcu 2009 stał na czele Bay United F.C. W marcu 2010 powrócił do ojczyzny, gdzie do lata trenował Gaborone United. Od 9 czerwca do 6 lipca 2014 krótko prowadził Royal Eagles F.C.. W grudniu 2014 stał na czele F.C. Cape Town.

## Sukcesy i odznaczenia

### Sukcesy trenerskie
- mistrz Botstwany: 1999, 2000, 2001
- zdobywca Botswana Challenge Cup: 1999, 2000